# Merdigera
Merdigera is een geslacht van slakken uit de  familie van de torenslakken (Enidae).

## Soorten
De volgende soorten zijn bij het geslacht ingedeeld:
- Merdigera invisa Kijashko, 2006
- Merdigera obscura (O. F. Müller, 1774) = Donkere torenslak